# Парвус Олександр Львович
Парвус Олекса́ндр Льво́вич (також доктор Гельфанд (нім. Doktor Helphand), справжнє повне ім'я Ізраїль Лазарович Гельфанд, інші псевдоніми: Олександр Молотов, Олександр Москович; 27 серпня 1867, Березино, Мінська губернія, Російська імперія — 12 грудня 1924, Берлін, Німеччина) — діяч європейського міжнародного (німецького і російського) соціал-демократичного руху, публіцист, теоретик-марксист, доктор філософії (дисертація з економіки). Ідейний автор-теоретик Жовтневого перевороту в Росії, організатор реформ Ататюрка в Османській імперії.

## Біографія
Народився в єврейському містечку Березино Мінської губернії в родині ремісника. Після погрому, коли було спалено їхню хату, сім'я перебралась до Одеси, де батько працював портовим вантажником. В Одесі молодий Гельфанд відвідував гімназію, завдяки навчанню в котрій він здобув відмінне знання російської мови. В інших європейських мовах молодий Гельфанд виявив себе поліглотом. В 1881 році в Одесі також відбувся єврейський погром, під час котрого 14-річний Гельфанд лишився живим. З цього часу він починає брати участь в революційних організаціях. Ще в Одесі він пристає до таємної російської групи «Народна Воля».
У 1886 переїхав до Цюриху (Швейцарія), там пристав до членів марксистської групи «Звільнення праці». Познайомився з Плехановим й іншими соціалістами-революціонерами, від котрих познайомився з «Капіталом» К. Маркса. З 1887 по 1891 навчався на економічному факультеті Базельського університету, де захистив докторську дисертацію. Тема дисертації: «Технічна організація праці (кооперація та розподіл праці). Критична штудія».
Вивчав історію Росії, стан її господарства та фінансів. Його увагу привернув глибокий антагонізм, що роздирав всі прошарки російського суспільства. Молодий Гельфанд-Парвус передбачив повну безпорадність та незахищеність російського суспільства у випадку, якщо воно лишиться дуже тонкого освіченого соціального прошарку з дворянства і інтелігенції.
Невдовзі переїхав до Штутгарту, де познайомився з Кларою Цеткін та Карлом Каутським. Писав статті у соціал-демократичних часописах «Vorwärts» та «Die Neue Zeit». З 1894 року почав використовувати псевдонім Александр Парвус (від лат. parvus — малий, неважний).
У Німеччині із феноменальною швидкістю зробив кар'єру партійного журналіста та штатного теоретика німецької соціал-демократії. До кінця 90-х років XIX ст. він став діяльним учасником всіх партійно-політичних дискусій в СДПН. Широкі можливості в цьому йому надало призначення на посаду головного редактора «Саксонської робітничої газети» («Sächsische Arbeiter Zeitung») в Дрездені в 1897 році, де він розмістив свої знамениті критичні статті проти опортунізму Едуарда Бернштейна. Карл Радек в 1924 році дав таку оцінку журналістиці Парвуса: «Ця газета під його редакцією виявилась першою і притому блискучою спробою постановки щоденної революційної марксистської газети.»
Парвус багато в чому підтримував Леніна та сприяв організації газети «Іскра» і журналу «Зоря». В 1903 примкнув до меншовиків. Восени 1904 року в Мюнхені познайомився зі Львом Троцьким та надихнув останнього на нову редакцію марксистської теорії «Перманентної революції».
1906 року їде до Росії, де був заарештований і засланий у Туруханський край, але зміг втекти, повернувся до Німеччини і став членом ЦК німецької соціал-демократичної партії.
1910 року оселився в Константинополі й зайнявся продажем продовольства й німецької зброї в Туреччині, був консультантом уряду младотурок, писав статті для журналу младотурецького уряду «La Jeune Turquie». Став фактично теоретиком пізнішої економічної політики турецького уряду Кемаля Ататюрка. Згідно з чутками, поширеними в соціал-демократичному середовищі, Парвус начебто надзвичайно збагатився на посередництві у різноманітних торгових операціях між Німеччиною та Туреччиною. Але також, згідно з поглядами деяких дослідників, усі ці торгові справи водночас були прихованими гешефтами німецького уряду.
1913 року приїхав до Відня, фінансував і разом із Троцьким редагував «Правду». З 1915 року видавав у Берліні журнал «Дзвін» (нім. Die Glocke). Вів листування з канцлером Німеччини, у березні 1915 р. запропонував німецькому уряду план розгортання революції в Росії (План Російської Революції).
З середини березня 1915 року Гельфанд стає головним консультантом німецького уряду в питаннях революційного руху в Росії. Його завданням була організація об'єднаного фронту європейських соціалістичних сил, спрямованого проти царського режиму. Наприкінці березня він одержав від міністерства закордонних справ Німеччини перший мільйон райхсмарок (10 млн марок по курсу кінця ХХ ст.) на ці цілі.
Потім Парвус переїхав у Копенгаген, де заснував «Інститут вивчення соціальних наслідків війни» і разом з Я. Ганецьким організував канал постачання німецьких агентів у Росію. Ініціативою Парвуса також було відпралення до революційної Росії В. І. Леніна та групи його соратників спеціальним дипломатичним потягом — у так званому «пломбованому вагоні», в супроводі двох офіцерів німецького Генерального штабу. В. І. Ленін усіляко приховував свої зв'язки з Парвусом та з німецьким урядом.
Деякий час Парвус-Гельфанд через революціонерів продовжував збирати відомості про стан справ у Росії та складав звіти для німецького уряду. Але невдовзі 1918-го відійшов від революційної діяльності. Помер від інсульту у грудні 1924 у віці 57 років, після його смерті не було знайдено жодного грошового спадку чи документів. Поховано його було в присутності декількох невідомих осіб.

## Парвус та Ленін
У післярадянській Росії ряд дослідників відзначають високий рівень теоретично-публіцистичних праць Парвуса, з котрих В.Ленін часто брав основні ідеї, видаючи їх за свої. На фоні праць Парвуса, ленінські публікації виглядають вторинними, грубими та спрощеними компіляціями.
Парвус підтримував ідею створення Об'єднаних Штатів Європи, першим виступив проти ревізії марксизму Е. Бернштейном. Парвус випередив Леніна, заклавши фундамент троцкізму, висунув тезис про «перманентну революцію», підхоплений потім Троцьким. 1905 року Петроградська Рада з подачі Парвуса видала фінансовий маніфест — «Не дамо ні копійки Романовим!». Парвус випередив Леніна й у думці про перетворення капіталізму в універсальну систему в роботі «Колоніальна політика та розпад», надрукованій 1907 року. Потім з'явилась «Державна промисловість і соціалізм», і видана пізніше ленінська «Держава і революція» виявилася чомусь дуже схожою на працю Парвуса.
Ленін ніколи — ні письмово, ні усним словом — не критикував Парвуса і не навішував на нього злих ярликів, як він звично робив із іншими своїми товаришами по партії.

## Про нього в СРСР-Росії та за межами
Перше видання Великої Радянської Енциклопедії повідомляло про Гельфанда-Парвуса:
…Висунувся як визначний теоретик марксизму і спеціаліст з питань світової політики й економіки. З початку 1900-х років брав участь також у роботі російської соціал-демократії, співробітничав з «Іскрою» та «Зарею». 1905 року повернувся до Росії й був членом Виконкому Петербурзької Ради робітничих депутатів; 1906 р. був засланий до Сибіру, але втік і повернувся до Німеччини…"
Із 2-го видання Великої Радянської Энциклопедії Парвус зовсім зник, начебто цього «визначного марксистського теоретика» ніколи не існувало.
Потім в СРСР жодних відомостей про зв'язки Парвуса-Гельфанда з Леніним та більшовиками не було — ні в навчальному курсі Історії КПРС, ні в офіційній історіографії. В останній, третій редакції Великої Радянської Енциклопедії відомості про нього також відсутні.

І тільки з другої половини 1980-х років (початок «Перебудови» та «Гласності», деяке послаблення державної цензури та секретності) його ім'я з'являється в деяких офіційних радянських джерелах. Радянський Енциклопедичний Словник 1986 року повідомляє:
…учасник рос. і нім. с.-д. руху. З 1903 меншовик. Проповідував антиленінську теорію перманентної рев-ції, запозичену троцкізмом. В 1-у світ. війну соціал-шовініст; жив у Німеччині. З 1918 відійшов від політ. діяльності
Після розпаду СРСР і відродження інтересу до власної історії, про Парвуса-Гельфанда емоційно пише російська преса націоналістичного напрямку. Однак вся російська гостро-негативно критична література про Парвуса, де головним чином педалюється його єврейське походження та «змова з ворожим німецьким урядом проти Росії», — є третинними джерелами; шовіністичними та конспірологічними інтерпретаціями сучасних та старіших німецьких та американських оригінальних досліджень.
З другого боку — про Парвуса згадують російські нащадки соціалістичної (комуністичної) ідеї. Вони навпаки — всіляко заперечують будь-який зв'язок між ленінським керівництвом більшовиків і німецьким урядом через Парвуса. Література цього напрямку головним чином топить відомі факти у безлічі складних подробиць звинувачення та розслідування судової справи часів тимчасового уряду проти групи Леніна, та педалює на недоведеності давно відомих на Заході та широко оприлюднених фактів.
Об'єднувальною обох цих напрямків, домінантою — є інтерес не стільки до персони Парвуса, скільки до верхівки більшовиків, Леніна, та таємних пружин російської влади та Революції. А також нерозуміння вторинності російської «суспільно-політичної думки» та «революційних процесів» відносно європейських першоджерел, представником та провідником котрих був Олександр Парвус.

## Праці
Свої праці — статті та книги — Гельфанд-Парвус писав головним чином німецькою.

## Виноски
1. 1 2  SNAC — 2010.
2. 1 2  Find a Grave — 1996.
3. ↑  Парвус // Пализа — Перемычка — 1939. — Т. 44.
4. ↑  Encyclopædia Britannica
5. ↑  Карл Радек. «Парвус» стор. 248
6. ↑  С. Г. Пушкарев. Ленин и Россия. (Сб. статей) — Франкфурт, «Посев», 1978
7. ↑  Революция по сходной цене. Архів оригіналу за 17 липня 2012. Процитовано 9 вересня 2010.(рос.)
8. ↑  http://usde.ru/.../194686-kto-zaplatil-leninu-tajna-veka.html%5Bнедоступне+посилання+з+липня+2019%5D
9. ↑  С. Г. Пушкарев. Ленин и Россия(рос.)
10. ↑  БСЭ: Статті від «П» до «Пая». Архів оригіналу за 13 лютого 2005. Процитовано 13 лютого 2005.
11. ↑  Радянський Енциклопедичний Словник. — М.: Радянська Енциклопедія, 1986, стор.969ю (рос.)